# 데이터 의존성
데이터 의존성은 프로그램의 변화가 데이터에 대한 변화를 요구할 때처럼 파일에 저장된 데이터와 이 파일을 갱신하고 유지하는 데 필요한 특정 프로그램 간의 결합관계를 의미한다.